# Liste der Kulturdenkmale in Freiberg-West
In der Liste der Kulturdenkmale in Freiberg-West sind die Kulturdenkmale des Freiberger Stadtteils Freiberg-West verzeichnet, die bis November 2022 vom Landesamt für Denkmalpflege Sachsen erfasst wurden (ohne archäologische Kulturdenkmale). Die Anmerkungen sind zu beachten.
Diese Aufzählung ist eine Teilmenge der Liste der Kulturdenkmale in Freiberg.

## Freiberg-West
| Bild                                    | Bezeichnung | Lage                                                                                        | Datierung | Beschreibung | ID       |
| --------------------------------------- | --- | ------------------------------------------------------------------------------------------- | --- | --- | -------- |
| Direkt Bild zu diesem Denkmal hochladen | Vermessungsstein | (Flurstück 2269/340) (Karte)                                                                | 1. Hälfte 20. Jahrhundert | Teil des Netzes 3. Ordnung, das in den 1980er Jahren aufgegeben worden ist, wohl letzter oder einer der letzten Steine der genannten Ordnung, vermessungsgeschichtlich von Bedeutung, Seltenheitswert | 09303197 |
|                                         | Wohnhaus in offener Bebauung | Anton-Günther-Straße 8 (Karte)                                                              | Um 1870 | Qualitätvolles, frühes Historismusgebäude mit nobler Fassadengestaltung und hervorgehobenem seitlichen Eingangsbereich, bau- und stadtentwicklungsgeschichtlich bedeutend | 09200769 |
|                                         | Villa und Einfriedung | Anton-Günther-Straße 42 (Karte)                                                             | Um 1925 | Expressionistisch gestaltetes Gebäude der 1920er Jahre, baugeschichtlich bedeutend | 09200759 |
|                                         | Göpfertsche Villa | Beethovenstraße 5 (Karte)                                                                   | Um 1898 | Reiches Historismusgebäude mit hohem Walmdach, Volutengiebel, Turmhauben, aufwändigem Fassadenschmuck usw. als repräsentativster Villenbau Freibergs aus dem Ende des 19. Jahrhunderts, baugeschichtlich, künstlerisch und stadtentwicklungsgeschichtlich bedeutend sowie singulär | 09200774 |
|                                         | Wohnhaus mit Einfriedung in offener Bebauung (Burschenschaft Glückauf, Lindenhaus) | Beethovenstraße 7 (Karte)                                                                   | Um 1870 | Wohnsitz des Bernhard von Cotta, zeitweilig Burschenschaftshaus bzw. Korporationsbau, markantes Historismusgebäude mit Risalit, drei bzw. vier Stufengiebeln und Fassadenelementen der englischen Gotik (Tudorgotik), an der Vorderseite Bildnismedaillon Cotta, bau- und personengeschichtlich (Erinnerungswert) bedeutend | 09200772 |
|                                         | Mehrflügliges Gerichtsgebäude (Amtsgericht) und Freitreppe | Beethovenstraße 8 (Karte)                                                                   | 1845–1879 | Wie die meisten öffentlichen Gebäude Sachsens dieser Zeit im historisierenden Stil der Neorenaissance errichtet, mit horizontaler Fassadengliederung, Putznutungen, aufwändigen Fensterarchitekturen (ädikulaartig), Attiken und markanter Dachlandschaft, der rückwärtige Gefängnisbau ebenfalls mit bemerkenswerter Fassadengestaltung, baugeschichtlich, künstlerisch sowie orts- und landesgeschichtlich bedeutend, als eines der aufwändigsten und am ursprünglichsten erhaltenen Gerichtsgebäude des Landes aus der zweiten Hälfte des 19. Jahrhunderts mit Seltenheitswert | 09200773 |
|                                         | Wohnhaus in offener Bebauung | Beethovenstraße 9 (Karte)                                                                   | Um 1830 | Obergeschoss Fachwerk verkleidet, markantes spätbarock anmutendes Gebäude mit Korbbogenportal und weithin sichtbarem Krüppelwalmdach, bau- und stadtentwicklungsgeschichtlich bedeutend | 09200775 |
| Direkt Bild zu diesem Denkmal hochladen | Villa, Nebengebäude, Pavillon, Einfriedungsmauer und Villengarten | Beethovenstraße 11 (Heinrich-Heine-Straße 1b) (Karte)                                       | Letztes Viertel 19. Jahrhundert | Historisierender Villenbau mit nobler spätklassizistischer Fassadengestaltung und filigraner schmiedeeiserner Veranda, das Nebengebäude an der Ecke zur Heinrich-Heine-Straße, der neogotische Pavillon mit spitzbogigen Öffnungen, baugeschichtlich, gartengestalterisch, künstlerisch und stadtentwicklungsgeschichtlich bedeutend. Villa und Grundstück der Freiberger Fabrikantenfamilie Richter (Inhaber der Pulverfabrik Freiberg und Stadtrat von Freiberg und sächsischer Kommerzienrat), Historismus-Villa von Oberst Heinrich von Metzsch (Kommandeur des Wehrbezirkskommandos Freiberg), danach zu DDR-Zeiten Kindergarten der Bergakademie Freiberg. | 09200776 |
|                                         | Brücke über die Bahnlinie Nossen–Freiberg | Brückenstraße (Karte)                                                                       | 2. Hälfte 19. Jahrhundert | Markante Dreibogenbrücke aus Sandstein, baugeschichtlich bedeutend | 09205828 |
| Weitere Bilder                          | Stabsgebäude mit Arrestanstalt und Wache, zwei Mannschaftshäuser, drei Familienhäuser, Waschanstalt mit Büchsenmacherwerkstatt und Exerzierhalle der ehemaligen König-Friedrich-August-Kaserne sowie Einfriedung mit drei Toranlagen | Brückenstraße 1, 5 (Chemnitzer Straße 44, 46, 48, 50, 50a; Wohnpark Gentilly 19/21) (Karte) | 1906–1908 und bezeichnet mit 1908 (Rückseite Chemnitzer Straße, Mannschaftshaus I, Exerzierhaus, Familienhaus I); 1912–1914 (Mannschaftshaus IV) | Anlage eines ursprünglich umfänglicheren Kasernenkomplexes (heute unterschiedliche Nutzung) an Chemnitzer Straße und Brückenstraße sowie im Wohnpark Gentilly, die Bauten zeigen historisierende Elemente und Formen der Frühen Sachlichkeit nach 1900, bau-, militär- und ortsgeschichtlich bedeutend | 09200768 |
| Direkt Bild zu diesem Denkmal hochladen | Gedenkstein für Johann August Steghardt | Chemnitzer Straße (Karte)                                                                   | Nach 1900 | Ortsgeschichtlich bedeutend | 09200904 |
| Weitere Bilder                          | Torstenson-Linde | Chemnitzer Straße (Karte)                                                                   | Um 1658 | Erinnert an die Belagerung Freibergs im Dreißigjährigen Krieg, ortsgeschichtlich bedeutend | 09200832 |
|                                         | Wohnhaus in Ecklage und offener Bebauung | Chemnitzer Straße 2 (Karte)                                                                 | 2. Hälfte 19. Jahrhundert | Stadtentwicklungsgeschichtlich bedeutsames Gebäude, im Kern wohl 18. Jahrhundert, im Historismus vor allem an der Seite zur Chemnitzer Straße mit zeittypischen Elementen überformt und aufgestockt | 09200805 |
|                                         | Doppelmietshaus in offener Bebauung | Chemnitzer Straße 4, 6 (Karte)                                                              | Um 1895 | Markanter und reichgestalteter Gründerzeitbau im Stil der deutschen Neorenaissance, Klinker-Sandstein-Fassade, Erker, Balkone, Giebel und Fenstereinfassungen setzten gestalterische Akzente, baugeschichtlich, künstlerisch und stadtentwicklungsgeschichtlich bedeutend | 09200827 |
|                                         | Wohnhaus in halboffener Bebauung | Chemnitzer Straße 5 (Karte)                                                                 | Um 1880 | Charakteristisches Wohngebäude der 2. Hälfte des 19. Jahrhunderts mit spätklassizistischer Fassadengestaltung, bau- und stadtentwicklungsgeschichtlich bedeutend | 09200804 |
|                                         | Hospitalgebäude (Hospital St. Johannis, Neues Pfründnerhaus) über doppel-T-förmigem Grundriss mit Treppenanlage, Einfriedung und Torbogen an der Straße, dazu westliches Hospitalgut (Lessingstraße 53) sowie Grufthaus und Mauer des alten Johannisfriedhofes an der Lessingstraße                                                              | Chemnitzer Straße 8 (Lessingstraße 53) (Karte)                                              | Um 1800 (Hospitalgut); Ende 19. Jahrhundert (Hospital); 1909–1911 (Fassaden)                                                                     | Architektonisch bemerkenswerter Gebäudekomplex mit aufwändiger Einfriedungsgestaltung, gepflastertem Zugang und barocker Balustrade aus Nikolaikirche, von expressionistischen Formen dominierte Fassaden (1909–1911), baugeschichtlich, künstlerisch, kirchen- und ortsgeschichtlich bedeutsam, Pfründnerhaus als einer der frühesten expressionistischen Bauten in Sachsen zudem singulär und von Bedeutung für Deutung einer Epoche | 09200767 |
|                                         | Wohnhaus in halboffener Bebauung | Chemnitzer Straße 11 (Karte)                                                                | Um 1880 | Charakteristisches Wohngebäude der 2. Hälfte des 19. Jahrhunderts mit spätklassizistischer Fassadengestaltung, bau- und stadtentwicklungsgeschichtlich bedeutend | 09200803 |
|                                         | Wohnhaus in offener Bebauung | Chemnitzer Straße 31 (Karte)                                                                | Um 1900 | Herrschaftlicher Bau, Beispiel der Wohnhausbebauung um die Jahrhundertwende mit historisierender Fassade, die bereits Jugendstilelemente zeigt, Akzentsetzung durch Erker, Giebel, hervorgehobene Fenstereinfassungen und Köpfe, bau- und stadtentwicklungsgeschichtlich bedeutend | 09200812 |
|                                         | Wohnhaus in offener Bebauung | Chemnitzer Straße 33 (Karte)                                                                | Um 1900 | Gebäude der Jahrhundertwende mit Jugendstilelementen, mit Chemnitzer Straße 31 wichtig für Ortsbild, bau- und stadtentwicklungsgeschichtlich bedeutend | 09200813 |
|                                         | Institutsgebäude (FIA-Forschungsinstitut für Aufbereitung) | Chemnitzer Straße 40 (Karte)                                                                | 1954–1959 | Breit gelagerter Bau mit zentralem Treppenhaus, letzteres gestalterisch bemerkenswert, Gebäude markantes Beispiel der DDR-Architektur um 1960, baugeschichtlich bedeutend | 09200026 |
|                                         | Wohnhaus in Kopflage und offener Bebauung (Rundhaus) | Chemnitzer Straße 43 (Karte)                                                                | 1928 | Expressionistisch gestaltetes Gebäude der 1920er bzw. 1930er Jahre mit konkaver Hauptfassade, Klinker-Putz-Gliederung, bündig eingefügten Sprossenfenstern und hervorgehobener Erdgeschosszone, als einer der markantesten Bauten der Moderne in Freiberg, baugeschichtlich, künstlerisch und stadtentwicklungsgeschichtlich bedeutend | 09200814 |
| Weitere Bilder                          | Stabsgebäude mit Arrestanstalt und Wache, zwei Mannschaftshäuser, drei Familienhäuser, Waschanstalt mit Büchsenmacherwerkstatt und Exerzierhalle der ehemaligen König-Friedrich-August-Kaserne sowie Einfriedung mit drei Toranlagen | Chemnitzer Straße 44, 46, 48, 50, 50a (Brückenstraße 1, 5; Wohnpark Gentilly 19/21) (Karte) | 1906–1908 und bezeichnet mit 1908 (Rückseite Chemnitzer Straße, Mannschaftshaus I, Exerzierhaus, Familienhaus I); 1912–1914 (Mannschaftshaus IV) | Anlage eines ursprünglich umfänglicheren Kasernenkomplexes (heute unterschiedliche Nutzung) an Chemnitzer Straße und Brückenstraße sowie im Wohnpark Gentilly, die Bauten zeigen historisierende Elemente und Formen der Frühen Sachlichkeit nach 1900, bau-, militär- und ortsgeschichtlich bedeutend | 09200768 |
|                                         | Mehrfamilienhaus einer Wohnanlage (Glückauf-Baugesellschaft-Häuser) | Chemnitzer Straße 47 (Karte)                                                                | Vor 1930 | Kleinwohnungsbau der 1920er Jahre in zeittypischer Gestaltung, funktionaler, schmuckloser Baukörper mit traditionellem Walmdach, Treppenhaus hervorgehoben, innen expressionistisch erscheinendes Treppengeländer, Teil einer kleinen Wohnanlage an Chemnitzer Straße und Lindenweg, bau- und stadtentwicklungsgeschichtlich bedeutend (siehe auch Chemnitzer Straße 49, 51, 53/53a/55/57/57a, 61 und Lindenweg 6/7) | 09200815 |
|                                         | Mehrfamilienhaus einer Wohnanlage (Glückauf-Baugesellschaft-Häuser) | Chemnitzer Straße 49 (Karte)                                                                | Vor 1930 | Kleinwohnungsbau der 1920er Jahre in zeittypischer Gestaltung, funktionaler, schmuckloser Baukörper mit traditionellem Walmdach, Treppenhaus hervorgehoben, innen expressionistisch erscheinendes Treppengeländer, Teil einer kleinen Wohnanlage an Chemnitzer Straße und Lindenweg, bau- und stadtentwicklungsgeschichtlich bedeutend (siehe auch Chemnitzer Straße 47, 51, 53/53a/55/57/57a, 61 und Lindenweg 6/7) | 09200816 |
| Direkt Bild zu diesem Denkmal hochladen | Mehrfamilienhaus einer Wohnanlage (Glückauf-Baugesellschaft-Häuser) | Chemnitzer Straße 51 (Karte)                                                                | Vor 1930 | Kleinwohnungsbau der 1920er Jahre in zeittypischer Gestaltung, funktionaler, schmuckloser Baukörper mit traditionellem Walmdach, Treppenhaus hervorgehoben, innen expressionistisch erscheinendes Treppengeländer, Teil einer kleinen Wohnanlage an Chemnitzer Straße und Lindenweg, bau- und stadtentwicklungsgeschichtlich bedeutend (siehe auch Chemnitzer Straße 47, 49, 53/53a/55/57/57a, 61 und Lindenweg 6/7) | 09200817 |
| Direkt Bild zu diesem Denkmal hochladen | Mehrfamilienhäuser einer Wohnanlage (Glückauf-Baugesellschaft-Häuser) | Chemnitzer Straße 53, 53a, 55, 57, 57a (Karte)                                              | Um 1930 | Kleinwohnungsbau der 1920er Jahre in zeittypischer Gestaltung, über U-förmigem Grundriss, funktionaler, schmuckloser Baukörper mit traditionellem Walmdach, Teil einer kleinen Wohnanlage an Chemnitzer Straße und Lindenweg, bau- und stadtentwicklungsgeschichtlich bedeutend (siehe auch Chemnitzer Straße 47, 49, 51, 61 und Lindenweg 6/7) | 09200818 |
|                                         | Mehrfamilienhaus einer Wohnanlage (Glückauf-Baugesellschaft-Häuser) | Chemnitzer Straße 61 (Karte)                                                                | Vor 1930 | Kleinwohnungsbau der 1920er Jahre in zeittypischer Gestaltung, funktionaler, schmuckloser Baukörper mit traditionellem Walmdach, Treppenhaus hervorgehoben, innen expressionistisch erscheinendes Treppengeländer, Teil einer kleinen Wohnanlage an Chemnitzer Straße und Lindenweg, bau- und stadtentwicklungsgeschichtlich bedeutend (siehe auch Chemnitzer Straße 47, 49, 51, 53/53a/55/57/57a und Lindenweg 6/7) | 09200823 |
| Weitere Bilder                          | Wasserturm | Chemnitzer Straße 66 (Karte)                                                                | 1907 | Gestalterisch markanter Turm mit Anklängen an den Reformstil der Zeit um 1907, verbretterter Hochbehälter, darüber Haube auf quadratischem Unterbau, baugeschichtlich und künstlerisch sowie stadtgeschichtlich und versorgungsgeschichtlich bedeutend. Als 1906 mit dem Bau der König-Friedrich-August-Kaserne auf der Hochfläche am westlichen Stadtrand Freibergs begonnen wurde, wurde für deren Wasserversorgung ein neuer Hochbehälter erforderlich, welcher 1907 in Form eines Wasserturmes errichtet wurde. Den Entwurf des 36 Meter hohen Gebäudes, das außer der Kaserne auch die umliegenden neu erschlossenen Wohngebiete versorgen sollte, lieferten die Ingenieure des Freiberger Wasserwerkes Albert Henochsberg und Edmund Müller, mit der Bauausführung war Alfred Börner aus Fördergersdorf betraut. Der Turm war in die seit 1904 bestehende zentrale Wasserversorgung Freibergs eingebunden und bis 1993 in Betrieb. In schlichter Monumentalität erhebt sich der schlanke Turmschaft über quadratischem Grundriss. Eine Gliederung erfolgt über farbig abgesetzte Putzflächen und je vier durch helle Putzfaschen gerahmte Fenster auf allen drei Turmebenen. Das Behältergeschoss kragt über paarweise angeordneten Konsolen leicht aus, wird in eine verbrettertes Oktogon überführt um den zylindrischen, stählernen Wassertank (Fassungsvermögen 100 m³) aufnehmen zu können und von einem Glockendach mit Rundbogengauben und Wetterfahne abgeschlossen. Als gestalterisch ansprechendes Beispiel der Reformarchitektur ist der Freiberger Wasserturm von baugeschichtlicher und künstlerischer Bedeutung. Zugleich ist er ein wichtiges Zeugnis der Stadtgeschichte und Entwicklung der kommunalen Wasserversorgung zu Beginn des 20. Jahrhunderts. | 09200826 |
| Direkt Bild zu diesem Denkmal hochladen | Gutsarbeiterhaus des ehemaligen Rittergutes Freibergsdorf | Chemnitzer Straße 81 (Karte)                                                                | 19. Jahrhundert | Orts- und regionalgeschichtlich bedeutsame Gutsanlage | 09201087 |
|                                         | Gasthaus mit Saalanbau (Schützenhaus) | Chemnitzer Straße 135 (Karte)                                                               | 1880 | Historisierender Bau der Jahrhundertwende mit horizontaler Fassadengliederung und betonter Eingangsachse, z. B. durch steiles Pyramidendach mit Laterne, bau- und ortsgeschichtlich bedeutend | 09200825 |
|                                         | Promenade | Claußallee (Karte)                                                                          | Vor 1895 | Lang gestreckte Lindenallee entlang des Fußwegs einer historischen Verkehrsstraße, als landschafts- und stadtbildprägendes Gestaltungselement vor allem von städtebaulicher Bedeutung, aber auch ortsgeschichtlich bedeutsam | 09201007 |
|                                         | Klinikgebäude mit straßenseitigem Mauerzug | Claußallee 1 (Karte)                                                                        | Um 1905 | Markantes Beispiel der Architektur nach 1900 (Frühe Moderne bzw. Sachlichkeit), bemerkenswert die seitliche Eingangsgestaltung, baugeschichtlich bedeutend | 09200833 |
| Weitere Bilder                          | Sachgesamtheit Königlich-Sächsische Triangulierung („Europäische Gradmessung im Königreich Sachsen“); Station 36, Freiberg | Forstweg (Karte)                                                                            | 1863 | Triangulationssäule; Station 1. Ordnung, bedeutendes Zeugnis der Geodäsie des 19. Jahrhunderts, vermessungsgeschichtlich von Bedeutung. Die heute am Südwestrand der Stadt gelegene Station fällt gestalterisch aus dem Rahmen, weil sie als einzige einen massiv gemauerten Unterbau beträchtlichen Ausmaßes besitzt. Im Volksmund wird sie deshalb auch Tintenfass genannt. Sie ist bereits 1863 auf besonderes Betreiben des seit 1833 an der Bergakademie Freiberg lehrenden Professors Weisbach angelegt worden. Weisbach erwarb dazu nur ein Baurecht, der Grundstückskauf wurde 1872 mit dem Rittergutsbesitzer G. A. H. Börner nachgeholt. Der eigentliche Vermessungspfeiler aus Granit ist lediglich 80 cm hoch. Die gusseiserne Abdeckung ist verloren, so dass die Messingmarkierungen im Kopf freiliegen. Der Pfeiler steht auf einem ca. 15 cm hohen, im Querschnitt größeren Sockelstein. | 09304514 |
|                                         | Mietshaus in offener Bebauung, mit Einfriedung | Forstweg 14 (Karte)                                                                         | Um 1905 | Gebäude mit Jugendstilelementen, im Eingangsbereich Malerei (als Dekorationsmalerei) mit Veduten, bau- und stadtentwicklungsgeschichtlich bedeutend | 09200840 |
|                                         | Mietshaus in Ecklage und geschlossener Bebauung | Forstweg 15 (Karte)                                                                         | Bezeichnet mit 1898 | Repräsentatives Historismusgebäude mit Klinker-Putz-Fassade und auffälliger Fassadengestaltung, bau- und stadtentwicklungsgeschichtlich bedeutend | 09200841 |
|                                         | Doppelwohnhaus in geschlossener Bebauung | Forstweg 16, 18 (Karte)                                                                     | 4. Viertel 19. Jahrhundert | Markantes gründerzeitliches Gebäude mit historisierender Fassade, bau- und stadtentwicklungsgeschichtlich bedeutend | 09201009 |
|                                         | Villa mit Einfriedung | Forstweg 24 (Karte)                                                                         | Um 1895 | Gründerzeitvilla mit Klinkerfassade und reich verziertem, hölzernem Eingangsanbau, die schmückenden und gliedernden Fassadenelementen wohl aus Kunststein, Wohnbau vor 1900 mit gestalterischem Anspruch, über Zugang Farbglasfenster, bau- und stadtentwicklungsgeschichtlich bedeutend, im Detail auch von künstlerischem Wert | 09200842 |
|                                         | Wohnhaus in offener Bebauung | Forstweg 26 (Karte)                                                                         | Um 1895 | Gründerzeitbau mit Klinker-Putz-Fassade, die Schmuckelemente wohl aus Kunststein, bau- und stadtentwicklungsgeschichtlich bedeutend | 09200843 |
|                                         | Preu-Villa | Forstweg 69 (Karte)                                                                         | Bezeichnet mit 1913 | Markanter Wohnbau für den Lackfabrikanten Dr. Preu errichtet, mit Walmdach und einigen Anbauten, Teile des alten Interieurs erhalten, anschauliches Beispiel der Villenarchitektur nach 1900, baugeschichtlich bedeutend, in dieser Form in Freiberg singulär, als Wohngebäude eines Firmeninhabers zudem ortsgeschichtlich von Belang | 09200844 |
|                                         | Wohnhaus mit Einfriedung | Friedeburger Straße 2 (Karte)                                                               | 1914 | Markantes Beispiel der Architektur nach 1900, bau- und stadtentwicklungsgeschichtlich von Bedeutung | 09200882 |
|                                         | Doppelwohnhaus mit Einfriedung | Friedeburger Straße 4, 6 (Karte)                                                            | Um 1914 | Markantes Beispiel der Architektur nach 1900, bau- und stadtentwicklungsgeschichtlich bedeutend | 09200883 |
|                                         | Wandbild „Jugend forscht und lernt“ | Friedeburger Straße 17 (Karte)                                                              | 1974 | An der Giebelseite der Böhme-Schule, über mehrere Etagen gehend, figurenreiche, farbenfrohe Darstellung zur Thematik des Namens, künstlerisch und kunstgeschichtlich von Bedeutung. Das Wandbild an der Giebelseite des ehemaligen Rülein-Gymnasiums in der Tschaikowskistraße, mittlerweile an die Giebelseite der Böhme-Schule, Friedeburger Straße 17 transloziert, wurde von Volker Träger und Klaus Neubauer geschaffen. Es handelt sich um ein typisches Auftragswerk im Zusammenhang mit der Errichtung öffentlicher Bauten. Volker Träger und Klaus Neubauer gehörten nicht zu den bedeutendsten Künstlern des ehemaligen Bezirkes Karl-Marx-Stadt, zeichneten sich aber durch eine solide handwerkliche und künstlerische Qualität aus. Für die Entstehungszeit des Bildes 1974 ist charakteristisch, dass die Gestaltung nicht mehr den Vorgaben des „Sozialistischen Realismus“ folgt und auf oberflächliche Symbolik verzichtet wurde. Ob bewusst oder unbewusst, steht das Bild unter dem künstlerischen Eindruck des Franzosen Fernand Léger. Typisch für die Wandbilder der 1960er und 1970er Jahre ist das Nebeneinander verschiedener Handlungen. In der Gestaltung bemühten sich beide Künstler um eine kindgerechte Darstellung, das trifft zum Beispiel auf die Thematik, die Farbwahl aber auch die einzelnen Elemente zu. Gezeigt werden Situationen aus dem Leben der Kinder, wie Spiel und Sport, aber auch das gesellschaftliche Leben mit Arbeit, Chemie, Raumfahrt und durch die Tauben der Wunsch nach Frieden. Hinzu kommt eine besondere technische Ausführung mit gefärbtem Polyestergießharz auf speziell angefertigten Glasfaserplatten, die sich offenkundig bewährt hat. | 09303930 |
|                                         | Mietshaus in Ecklage und offener Bebauung | Gellertstraße 5 (Karte)                                                                     | Nach 1900 | Repräsentatives Jugendstilgebäude mit Erkeranbauten, Loggien, steilen Giebeln und aufwändigem Fassadenschmuck, baugeschichtlich, künstlerisch und stadtentwicklungsgeschichtlich bedeutend | 09200023 |
|                                         | Doppelwohnhaus | Georgenstraße 2, 4 (Karte)                                                                  | Um 1875 | Zwei spiegelgleich gestaltete und miteinander verbundene Gebäude, die historisierenden Fassaden mit Aufbauten und schlichtem aber noblem spätklassizistischen Schmuck, bau- und stadtentwicklungsgeschichtlich bedeutend, wohl auch künstlerisch von Belang | 09200884 |
|                                         | Villa mit Einfriedung | Goethestraße 11 (Karte)                                                                     | Um 1925 | Weitgehend ursprünglich erhaltenes Wohngebäude aus dem 1. Viertel des 20. Jahrhunderts, bemerkenswert der übergiebelte Risalit mit hervorgehobenem Eingang, Farbglasfenstern und Schmuckelementen, bau- und stadtentwicklungsgeschichtlich bedeutend | 09200885 |
|                                         | Villa mit seitlicher Garage und Garten; | Goethestraße 22 (Karte)                                                                     | 1936 | Typisches freistehendes Wohngebäude der 1930er Jahre gehobenen Standards, im Stil Schmitthenners für den Fabrikbesitzer Ludwig Klemm („K“ am Balkon) erbaut, bau- und stadtentwicklungsgeschichtlich bedeutend, als markantestes villenartiges Wohnhaus um 1935 in Freiberg zudem singulär | 09200252 |
|                                         | Wohnhaus in offener Bebauung | Goldbachweg 3 (Karte)                                                                       | 1906 | Später Jugendstilbau mit markanten Gestaltungselementen, bau- und stadtentwicklungsgeschichtlich bedeutsam | 09200032 |
|                                         | Reihenhaus | Goldbachweg 27, 29, 31, 33, 35 (Karte)                                                      | 1920 | Im Heimatstil errichtete, malerisch wirkende Bauten mit Fachwerkobergeschoss und gelegentlichen Rundbogengiebeln, charakteristisches Beispiel traditioneller Wohnhaus- bzw. Siedlungsarchitektur nach 1900, vor allem von baugeschichtlichem Wert | 09201014 |
|                                         | Mühlengebäude (Freibergsdorfer Mühle) | Goldbachweg 37 (Karte)                                                                      | Um 1800 | Obergeschoss Fachwerk verbrettert, Krüppelwalmdach, Sandsteingewände und Segmentbogenportal im Erdgeschoss, bau- und ortsgeschichtlich bedeutend | 09200931 |
| Weitere Bilder                          | Hammerwerk mit Hammerschmiede einschließlich technischer Ausstattung, Werkstattgebäude, Hofpflasterung sowie Hammerteich einschließlich Teichdamm, Überlauf und Hammergraben (Freibergsdorfer Hammerwerk, Löffler-Hammer) | Hammerweg 4, 4a (Karte)                                                                     | 1762 (Schmiedegebäude); 1930 (Transmission); 2015/16 (Wasserräder)                                                                               | Hammerschmiede eingeschossig mit Korbbogenportal, Anbau und Satteldach, gestalterische Akzente durch Fachwerk in Giebel und Obergeschoss des Anbaus, Überlauf und Hammergraben teils unterirdisch zum Goldbach geführt, als einziger erhaltener Eisenhammer des Freiberger Reviers und eines von vier verbliebenen vergleichbaren Hammerwerken sachsenweit von Seltenheitswert, als Schauanlage mit funktionsfähiger technischer Ausstattung von besonderem Erlebnis- und Erinnerungswert, bau-, orts- und technikgeschichtlich von Bedeutung | 09200892 |
| Direkt Bild zu diesem Denkmal hochladen | Villa mit Einfriedung | Heinrich-Heine-Straße 1 (Karte)                                                             | Um 1925 | Moderner Wohnbau der 1920er Jahre mit neoklassizistischen Elementen, in dieser Form wohl einzigartig in Freiberg, baugeschichtlich bedeutend und singulär | 09200894 |
|                                         | Villa, Nebengebäude, Pavillon, Einfriedungsmauer und Villengarten | Heinrich-Heine-Straße 1b (Beethovenstraße 11) (Karte)                                       | Letztes Viertel 19. Jahrhundert | Historisierender Villenbau mit nobler spätklassizistischer Fassadengestaltung und filigraner schmiedeeiserner Veranda, das Nebengebäude an der Ecke zur Heinrich-Heine-Straße, der neogotische Pavillon mit spitzbogigen Öffnungen, baugeschichtlich, gartengestalterisch, künstlerisch und stadtentwicklungsgeschichtlich bedeutend. Villa und Grundstück der Freiberger Fabrikantenfamilie Richter (Inhaber der Pulverfabrik Freiberg und Stadtrat von Freiberg und sächsischer Kommerzienrat), Historismus-Villa von Oberst Heinrich von Metzsch (Kommandeur des Wehrbezirkskommandos Freiberg), danach zu DDR-Zeiten Kindergarten der Bergakademie Freiberg. | 09200776 |
| Direkt Bild zu diesem Denkmal hochladen | Mietvilla | Heinrich-Heine-Straße 8 (Karte)                                                             | 1911 | Wohngebäude der Frühen Moderne bzw. Sachlichkeit (Architektur nach 1900) mit markanten Details, bau- und stadtentwicklungsgeschichtlich bedeutend | 09200895 |
|                                         | Mietvilla | Heinrich-Heine-Straße 12 (Karte)                                                            | Um 1910 | Wohngebäude der Frühen Moderne bzw. Sachlichkeit (Architektur nach 1900) mit markanten Details wie offenem Giebel mit Holzzierrat, bau- und stadtentwicklungsgeschichtlich bedeutend | 09200896 |
| Direkt Bild zu diesem Denkmal hochladen | Villa, Villengarten, Gartenhaus und Einfriedung (Corpshaus Montania, Schillerschlößchen) | Hospitalweg 1 (Karte)                                                                       | Um 1870 (Villa); letztes Viertel 19. Jahrhundert (Villengarten)                                                                                  | Historisierender Bau im Schweizerhausstil mit klassizistischen Elementen, bemerkenswert die Gartenseite mit übergiebeltem Risalit und noblem Fassadenschmuck, hervorragend erhaltener Villengarten aus dem letzten Viertel des 19. Jahrhunderts, Anwesen baugeschichtlich, künstlerisch und stadtentwicklungsgeschichtlich bedeutend | 09200770 |
| Weitere Bilder                          | Johannishospital (Altes Pfründerhaus, Hospital St. Bartholomäi, Landesversicherungsanstalt) | Hospitalweg 3 (Karte)                                                                       | 1811 | Dreiflügelanlage um Innenhof, repräsentatives Anwesen mit streng axialer Fassadengliederung und Walmdächern, Eingangsachse mittleres Portal, Dachausbau und Vertikalgliederung hervorgehoben, spätbarocker bzw. frühklassizistischer Bau, architekturhistorisch bedeutend, zudem von Belang für die Ortsgeschichte | 09200831 |
| Weitere Bilder                          | Johanniskirche mit Teilen der Ausstattung | Hospitalweg 7 (Karte)                                                                       | 1659–1661 (Kirche); 1718, 1719 geweiht (Orgel)                                                                                                   | Schlichter Rechteckbau mit steilem Satteldach und westlichem Dachreiter, bemerkenswert die hohen Giebel, im Innern 1958 vereinfacht wiederhergestellt, ursprünglich Kapelle der vor dem Petertor an der Straße nach Chemnitz gelegenen Johannishospitals, von Ausstattung spätgotischer Schnitzaltar erwähnenswert, baugeschichtlich, künstlerisch, kirchen- und ortsgeschichtlich bedeutend | 09200829 |
|                                         | Villa | Johann-Sebastian-Bach-Straße 1 (Karte)                                                      | Bezeichnet mit 1909 | Weitgehend original erhaltene Mietsetagenvilla mit Mansarddach und gestalterisch hervorgehobenem Eingangsrisalit, rückwärtig Fachwerkziergiebel, charakteristisches Beispiel der Villenarchitektur um 1910, baugeschichtlich, künstlerisch und stadtentwicklungsgeschichtlich bedeutend | 09201017 |
|                                         | Mietshaus in halboffener Bebauung und Ecklage | Johann-Sebastian-Bach-Straße 2 (Karte)                                                      | Um 1910 | Charakteristisches Beispiel der Wohnhausarchitektur nach 1900, bemerkenswert die Lisenen mit Kämpfern, auf denen bergbauliche Motive dargestellt sind und weitere Ausstattungsdetails, bau- und stadtentwicklungsgeschichtlich von Wert | 09201083 |
|                                         | Magazingebäude des ehemaligen Kasernenkomplexes (Jägerkaserne „Kronprinz“, später Stadtmühle Freiberg) | Johann-Sebastian-Bach-Straße 2a, 2b, 2c (Karte)                                             | 1872–1874 | In den 1920er Jahren zur Mühle umfunktioniert, dient jetzt Wohnzwecken (siehe auch Lessingstraße 45), bau- und ortsgeschichtlich von Bedeutung | 09200907 |
|                                         | Villa | Johann-Sebastian-Bach-Straße 3 (Karte)                                                      | Um 1910 | Gebäude mit Fassadengestaltung der Frühen Moderne nach 1900, bemerkenswert der straßenseitige Giebel mit Ecklisenen und Kranzgesims einschl. stilisierter Hängeplatten, im Innern mglw. noch original erhaltene Hallendiele, baugeschichtlich, künstlerisch und stadtentwicklungsgeschichtlich bedeutend | 09201018 |
|                                         | Villa | Johann-Sebastian-Bach-Straße 5 (Karte)                                                      | Um 1905 | Beispiel der Villenarchitektur nach 1900, versachlicht und mit Elementen des Heimatstils (sichtbare Balkenköpfe zur Straße und Fachwerkhecht), insbesondere des weitgehend ursprünglichen Interieurs wegen baugeschichtlich wertvoll, zudem stadtentwicklungsgeschichtlich bedeutend (zeugt von Entwicklung und Ausdehnung Freibergs nach 1900) | 09201084 |
| Direkt Bild zu diesem Denkmal hochladen | Villa mit Einfriedung | Johann-Sebastian-Bach-Straße 6 (Karte)                                                      | Um 1925 | Schlichtes aber charakteristisches und weitgehend ursprünglich erhaltenes Beispiel der Wohnhausarchitektur der 1920er Jahre, malerische Wirkung durch Klappläden und Spalier, bau- und stadtentwicklungsgeschichtlich bedeutend | 09201019 |
| Direkt Bild zu diesem Denkmal hochladen | Villa | Johann-Sebastian-Bach-Straße 7 (Karte)                                                      | 1913–1914 | Charakteristischer und weitgehend ursprünglich erhaltener Bau der Architektur Anfang des 20. Jahrhunderts, baugeschichtlich bedeutend und im Zusammenhang mit damaliger Erweiterung Freibergs stadtentwicklungsgeschichtlich von Belang | 09200061 |
| Direkt Bild zu diesem Denkmal hochladen | Villa mit Einfriedung | Johann-Sebastian-Bach-Straße 11 (Karte)                                                     | Um 1910 | Eigenwillig gestaltetes Beispiel der Wohnhausarchitektur nach 1900 (Frühe Sachlichkeit bzw. Moderne) mit historisierenden Elementen, baugeschichtlich, künstlerisch und stadtentwicklungsgeschichtlich bedeutend | 09200909 |
|                                         | Villa mit Einfriedung | Johann-Sebastian-Bach-Straße 12 (Karte)                                                     | Um 1925 | Gestalterisch markantes Gebäude, Fassade durch straßenseitigen Rundvorbau belebt, im Innern noch die originale Ausstattung der Entstehungszeit, baugeschichtlich, künstlerisch und stadtentwicklungsgeschichtlich bedeutend | 09201020 |
| Direkt Bild zu diesem Denkmal hochladen | Villa mit Einfriedung | Johann-Sebastian-Bach-Straße 13 (Karte)                                                     | Um 1920 | Charakteristischer Bau der 1920er oder 1930er Jahre mit Einfriedung, Rechteckbau mit Walmdach und eigenwilliger Anordnung bzw. Gestaltung der Fensteröffnungen, baugeschichtlich, künstlerisch und stadtentwicklungsgeschichtlich bedeutend | 09201021 |
|                                         | Villa mit Einfriedung | Johann-Sebastian-Bach-Straße 17 (Karte)                                                     | 1926–1927 | Gestalterisch markanter Bau aus den 1920er bzw. 1930er Jahren, hervorgehoben der Eingangsbereich mit Freitreppe und balustergeschmückter kleiner Terrasse, baugeschichtlich und künstlerisch bedeutend | 09201485 |
|                                         | Wohnhaus in geschlossener Bebauung | Johannisgäßchen 1 (Karte)                                                                   | Bezeichnet mit 1874 | Zweigeschossiger Typ aus dem 3. Viertel des 19. Jahrhunderts, genutetes Erdgeschoss, darüber ädikulaartige Fenstereinfassungen, bau- und stadtentwicklungsgeschichtlich bedeutend | 09200030 |
|                                         | Villa (sogenannte Piller-Villa) | Johannisstraße 22 (Karte)                                                                   | Um 1900 | Markanter historisierender Bau mit Klinker-Putz-Fassade, steilem straßenseitigen Giebel und aufwändigem Bauschmuck, bau- und stadtentwicklungsgeschichtlich bedeutend | 09200905 |
| Weitere Bilder                          | Wegestein | Kleinschirmaer Straße (Karte)                                                               | 1. Hälfte 20. Jahrhundert | Verkehrsgeschichtlich von Bedeutung | 09209067 |
| Weitere Bilder                          | Stadtbegrenzungssäule | Kleinschirmaer Straße (Karte)                                                               | Bezeichnet mit 1791 | Sandsteinstele mit Inschrift, ortsgeschichtlich bedeutend | 09300799 |
|                                         | Wohnhaus in offener Bebauung | Lessingstraße 28 (Karte)                                                                    | 1. Hälfte 19. Jahrhundert | Schlichtes Gebäude mit Satteldach, Obergeschoss wohl zum Teil mit Fachwerk (verbrettert), Maßstäblichkeit der Fassade gewahrt, ländlicher Charakter durch Spalier und Klappläden hervorgehoben, als Zeugnis der Volksbauweise bzw. ländlicher Architektur nach 1800 baugeschichtlich bedeutend, zudem stadtentwicklungsgeschichtlich von Belang | 09200928 |
|                                         | Ehemaliger Kasernenkomplex mit U-förmigem Hauptgebäude und rückwärtigem Exerzierhaus, im Hauptgebäude Hochspannungs-Laboratorium mitsamt zugehöriger (auch technischer) Ausstattung sowie Reste der historischen Beleuchtung (Jägerkaserne „Kronprinz“, Arbeiter-und-Bauern-Fakultät „Wilhelm Pieck“, Freiberg Kolleg, TU Bergakademie Freiberg) | Lessingstraße 45 (Karte)                                                                    | 1872–1874 (Mannschaftshaus, Exerzierhaus); 1953/54 (Hochspannungs-Laboratorium)                                                                  | Hauptgebäude vor allem Mannschaftshaus, im Block des Exerzierhauses waren noch Arresthaus, Montierungsgebäude, Kühlkeller, Ställe usw. einbezogen, trotz Vereinfachungen repräsentative Anlage, beeindruckend durch horizontale Ausdehnung, Gestaltung des mittig betonten Mannschaftshauses in den Formen des damals vorherrschenden Stils der Neorenaissance, bau-, militär-, orts- und stadtentwicklungsgeschichtlich bedeutend (siehe auch Johann-Sebastian-Bach-Straße 2a/b/c, wohl ehemaliges Kammergebäude der Jägerkaserne), Hochspannungs-Laboratorium im Hauptgebäude singulär und damit von besonderer technikgeschichtlicher und wissenschaftshistorischer Bedeutung. Das Hochspannungs-Laboratorium wurde 1953/54 in den Räumen des 1952 bis 2014 in der ehemaligen Jägerkaserne angesiedelten Instituts für Elektrotechnik eingerichtet. Es diente im Rahmen von Vorlesungen des Instituts für Elektrotechnik dazu, Probleme der Energieversorgung und Hochspannungstechnik zu veranschaulichen und damit der „Unanschaulichkeit der Elektrizität“ (Wrana, Joachim: Institut für Elektrotechnik, in: Rektor und Senat der Bergakademie Freiberg (Hrsg.): Bergakademie Freiberg : Festschrift zu ihrer Zweihundertjahrfeier am 13. Nov. 1965. Band 2: Geschichte der Lehrstühle, Institute und Abteilungen. Leipzig 1965, S. 242) entgegenzuwirken. Federführend bei der Einrichtung des Versuchslabors sowie einer Modernisierung 1964 war der damalige Institutsdirektor und Professor für Elektrotechnik Joachim Wrana, nach dessen Plänen auch Teile der Ausstattung, so etwa eine Hochspannungs-Stoßanlage und zwei Funkenstrecken, von der institutseigenen Werkstatt gebaut wurden und daher eine besondere Anschaulichkeit aufweisen. Diese Anschaulichkeit von Vorlesungsinhalten und Anwendbarkeit im Rahmen studentischer Experimente war gerade in Bezug auf den späteren Einsatz der Bergakademieabsolventen in leitenden Positionen der Montanindustrie von großer Bedeutung. Das Versuchslabor stellt heute in seiner Originalität und Authentizität nicht nur ein wichtiges Zeugnis für den Stand der Elektrotechnik in den 1950er und 1960er Jahren dar, sondern auch für die Durchdringung von Theorie und Praxis in der Lehre an der Bergakademie. Mit der Unterteilung des verhältnismäßig kleinen Raumes in „Bühne“ und „Parkett“ mit ansteigend angeordneter Bestuhlung bildet es gleichsam ein kleines „Theater der Elektrotechnik“, in dem bis heute in unmittelbarer Nähe zum Zuschauer hochspannungstechnische Experimente vorgeführt werden und einen besonderen Dokumentations- und Erlebniswert begründen. | 09200908 |
|                                         | Hospitalgebäude (Hospital St. Johannis, Neues Pfründnerhaus) über doppel-T-förmigem Grundriss mit Treppenanlage, Einfriedung und Torbogen an der Straße, dazu westliches Hospitalgut (Lessingstraße 53) sowie Grufthaus und Mauer des alten Johannisfriedhofes an der Lessingstraße                                                              | Lessingstraße 53 (Chemnitzer Straße 8) (Karte)                                              | Um 1800 (Hospitalgut); Ende 19. Jahrhundert (Hospital); 1909–1911 (Fassaden)                                                                     | Architektonisch bemerkenswerter Gebäudekomplex mit aufwändiger Einfriedungsgestaltung, gepflastertem Zugang und barocker Balustrade aus Nikolaikirche, von expressionistischen Formen dominierte Fassaden (1909–1911), baugeschichtlich, künstlerisch, kirchen- und ortsgeschichtlich bedeutsam, Pfründnerhaus als einer der frühesten expressionistischen Bauten in Sachsen zudem singulär und von Bedeutung für Deutung einer Epoche | 09200767 |
| Direkt Bild zu diesem Denkmal hochladen | Mehrfamilienhaus einer Wohnanlage (Glückauf-Baugesellschaft-Häuser) | Lindenweg 6, 7 (Karte)                                                                      | Vor 1930 | Kleinwohnungsbau der 1920er Jahre in zeittypischer Gestaltung, funktionaler, schmuckloser Baukörper mit traditionellem Walmdach, Treppenhaus hervorgehoben, innen expressionistisch erscheinendes Treppengeländer, Teil einer kleinen Wohnanlage an Chemnitzer Straße und Lindenweg, bau- und stadtentwicklungsgeschichtlich bedeutend (siehe auch Chemnitzer Straße 47, 49, 53/53a/55/57/57a und 61) | 09200824 |
|                                         | Wohnhaus in offener Bebauung | Marienstraße 1 (Karte)                                                                      | Um 1890 | Typisches gründerzeitliches Wohngebäude mit historisierender Fassade, dessen straßenseitiger Risalit mit Volutengiebel gestalterisch hervorgehoben, bau- und stadtentwicklungsgeschichtlich bedeutend | 09201028 |
|                                         | Mietshaus in offener Bebauung | Obergasse 27 (Karte)                                                                        | Letztes Viertel 19. Jahrhundert | Charakteristisches gründerzeitliches Wohngebäude mit klar gegliederter historisierender Fassade, bau- und stadtentwicklungsgeschichtlich bedeutend | 09201038 |
|                                         | Eisenbahnbrücke | Olbernhauer Straße (Karte)                                                                  | 1899–1900 | Architektonisch und bautechnisch bemerkenswerte Unterführung, bau- und verkehrsgeschichtlich bedeutend, zudem von Belang für Ortsbild | 09200952 |
|                                         | Wohnhaus in halboffener Bebauung | Olbernhauer Straße 6 (Karte)                                                                | 3. Viertel 19. Jahrhundert | Markanter Gründerzeitbau mit spätklassizistisch gestalteter, nobler Fassade, bau- und stadtentwicklungsgeschichtlich bedeutend | 09200055 |
|                                         | Wohnhaus in halboffener Bebauung | Olbernhauer Straße 16 (Karte)                                                               | Um 1895 | Relativ aufwändiges spätgründerzeitliches Wohngebäude mit historisierender Klinker-Werkstein-Fassade, bau- und stadtentwicklungsgeschichtlich bedeutend, bildet zudem markantes straßenbildbestimmendes Ensemble mit benachbarten Bauten (Olbernhauer Straße 18 und 20) | 09200953 |
|                                         | Wohnhaus in geschlossener Bebauung | Olbernhauer Straße 18 (Karte)                                                               | Um 1895 | Relativ aufwändiges spätgründerzeitliches Wohngebäude mit historisierender Klinker-Werkstein-Fassade, bau- und stadtentwicklungsgeschichtlich bedeutend, bildet zudem markantes straßenbildbestimmendes Ensemble mit benachbarten Bauten (Olbernhauer Straße 16 und 20) | 09200954 |
|                                         | Wohnhaus in halboffener Bebauung | Olbernhauer Straße 20 (Karte)                                                               | Um 1895 | Relativ aufwändiges spätgründerzeitliches Wohngebäude mit historisierender Klinker-Werkstein-Fassade, bau- und stadtentwicklungsgeschichtlich bedeutend, bildet zudem markantes straßenbildbestimmendes Ensemble mit benachbarten Bauten (Olbernhauer Straße 16 und 18) | 09200955 |
|                                         | Wohnhaus in offener Bebauung | Pestalozzistraße 1 (Karte)                                                                  | Um 1875 | Gebäude mit überaus qualitätvoller spätklassizistischer Fassade, bemerkenswert die akzentuierenden Schmuckelemente wie Akroterien, Rosetten, Konsolen, Palladiomotiv im traufseitigen Giebel usw., baugeschichtlich, künstlerisch und stadtentwicklungsgeschichtlich bedeutend | 09200962 |
| Weitere Bilder                          | Schulgebäude (ehemalige Freibergsdorfer Schule) | Pestalozzistraße 3 (Karte)                                                                  | Bezeichnet mit 1865 | Schulgebäude; Rechteckbau mit axial gegliederter Fassade, hervorgehobenem Portal und Satteldach, bau- und ortsgeschichtlich bedeutend | 09201626 |
|                                         | Schulgebäude | Pestalozzistraße 5 (Karte)                                                                  | 1878 | Markant mit abgetrepptem Mittelrisalit, Eckquaderungen und steinsichtigem Sockel, bau- und ortsgeschichtlich bedeutend, zudem noch von Belang für das Ortsbild | 09201627 |
|                                         | Wohnhaus in offener Bebauung | Pestalozzistraße 10 (Karte)                                                                 | Ende 19. Jahrhundert | Historisierender, malerischer Fachwerkbau aus dem Ende des 19. Jahrhunderts (im Kern mglw. noch älter) mit verbrettertem Ziergiebeln, Anbauten, Spalier und Laubsäge-Fenstereinfassungen, bau- und stadtentwicklungsgeschichtlich bedeutend | 09200963 |
|                                         | Einfamilienhaus (Rammler-Villa) | Richard-Wagner-Straße 12 (Karte)                                                            | Um 1925 | Holzhaus auf Bruchsteinsockel mit steilen Giebeln und seitlichem Eingangsbereich, aufwändigeres Beispiel der Fertigteilbauweise in den 1920er und 1930er Jahren, zudem Wohnstätte des Akademieprofessors Erich Rammler, bau- und personengeschichtlich bedeutend | 09201040 |
|                                         | Straßenbrücke | Waltersdorfer Weg (Karte)                                                                   | Ende 19. Jahrhundert | Bogenbrücke an der Bahnlinie Nossen–Freiberg, charakteristischer und qualitätvoller Bau aus Sandsteinquadern, baugeschichtlich bedeutsam | 09201625 |
| Weitere Bilder                          | Stabsgebäude mit Arrestanstalt und Wache, zwei Mannschaftshäuser, drei Familienhäuser, Waschanstalt mit Büchsenmacherwerkstatt und Exerzierhalle der ehemaligen König-Friedrich-August-Kaserne sowie Einfriedung mit drei Toranlagen | Wohnpark Gentilly 19/21 (Brückenstraße 1, 5; Chemnitzer Straße 44, 46, 48, 50, 50a) (Karte) | 1906–1908 und bezeichnet mit 1908 (Rückseite Chemnitzer Straße, Mannschaftshaus I, Exerzierhaus, Familienhaus I); 1912–1914 (Mannschaftshaus IV) | Anlage eines ursprünglich umfänglicheren Kasernenkomplexes (heute unterschiedliche Nutzung) an Chemnitzer Straße und Brückenstraße sowie im Wohnpark Gentilly, die Bauten zeigen historisierende Elemente und Formen der Frühen Sachlichkeit nach 1900, bau-, militär- und ortsgeschichtlich bedeutend | 09200768 |
|                                         | Wohnhaus in offener Bebauung | Ziegelgasse 22 (Karte)                                                                      | 1. Hälfte 19. Jahrhundert | Charakteristisches ländliches Gebäude mit verbrettertem Obergeschoss (mglw. aus Fachwerk) und Krüppelwalmdach, bau- und siedlungsgeschichtlich bedeutend | 09201060 |

## Ehemalige Denkmäler
| Bild                                    | Bezeichnung  | Lage                            | Datierung | Beschreibung | ID       |
| --------------------------------------- | ------------ | ------------------------------- | --------- | --- | -------- |
|                                         | Wohnhaus     | Anton-Günther-Straße 1 (Karte)  | Um 1800   | Stadtentwicklungsgeschichtlich bedeutend. Zwischen 2001 und 2002 abgerissen. | 09200027 |
| Direkt Bild zu diesem Denkmal hochladen | Wohnhaus     | Johannisstraße 1 (Karte)        | Um 1870   | Gebäude mit spätklassizistischer Fassadengestaltung, bau- und stadtentwicklungsgeschichtlich bedeutend. Zwischen 2013 und 2022 aus der Denkmalliste gestrichen. | 09200906 |
| Direkt Bild zu diesem Denkmal hochladen | Reihenhäuser | Ziegelgasse 4, 6, 8, 10 (Karte) | Um 1910   | Im Heimatstil errichtete, malerisch wirkende Gruppe mit Fachwerkobergeschoss und turmartigen Eckbauten, charakteristisches Beispiel traditioneller Wohnhaus- bzw. Siedlungsarchitektur nach 1900, vor allem von baugeschichtlichem Wert. Zwischen 2002 und 2009 abgerissen. | 09201059 |

## Tabellenlegende
- Bild: Bild des Kulturdenkmals, ggf. zusätzlich mit einem Link zu weiteren Fotos des Kulturdenkmals im Medienarchiv Wikimedia Commons. Wenn man auf das Kamerasymbol klickt, können Fotos zu Kulturdenkmalen aus dieser Liste hochgeladen werden:
- Bezeichnung: Denkmalgeschützte Objekte und ggf. Bauwerksname des Kulturdenkmals
- Lage: Straßenname und Hausnummer oder Flurstücknummer des Kulturdenkmals. Die Grundsortierung der Liste erfolgt nach dieser Adresse. Der Link (Karte) führt zu verschiedenen Kartendiensten mit der Position des Kulturdenkmals. Fehlt dieser Link, wurden die Koordinaten noch nicht eingetragen. Sind diese bekannt, können sie über ein Tool mit einer Kartenansicht einfach nachgetragen werden. In dieser Kartenansicht sind Kulturdenkmale ohne Koordinaten mit einem roten bzw. orangen Marker dargestellt und können durch Verschieben auf die richtige Position in der Karte mit Koordinaten versehen werden. Kulturdenkmale ohne Bild sind an einem blauen bzw. roten Marker erkennbar.
- Datierung: Baubeginn, Fertigstellung, Datum der Erstnennung oder grobe zeitliche Einordnung entsprechend des Eintrags in der sächsischen Denkmaldatenbank
- Beschreibung: Kurzcharakteristik des Kulturdenkmals entsprechend des Eintrags in der sächsischen Denkmaldatenbank, ggf. ergänzt durch die dort nur selten veröffentlichten Erfassungstexte oder zusätzliche Informationen
- ID: Vom Landesamt für Denkmalpflege Sachsen vergebene, das Kulturdenkmal eindeutig identifizierende Objekt-Nummer. Der Link führt zum PDF-Denkmaldokument des Landesamtes für Denkmalpflege Sachsen. Bei ehemaligen Kulturdenkmalen können die Objektnummern unbekannt sein und deshalb fehlen bzw. die Links von aus der Datenbank entfernten Objektnummern ins Leere führen. Ein ggf. vorhandenes Icon  führt zu den Angaben des Kulturdenkmals bei Wikidata.